# David Cubitt
Pour les articles homonymes, voir Cubitt.
David Cubitt est un acteur canadien né le 18 mars 1965 en Angleterre.

## Biographie
David Cubitt est né d'une mère néerlandaise et d'un père britannique. Quand il avait à peine six mois, lui et sa famille ont déménagé à Vancouver au Canada.
Il a travaillé sur plusieurs films, séries télévisées, téléfilms et mini-séries. Sa première apparition télévisée fut dans un épisode de 21 Jump Street en 1987. Après avoir obtenu des rôles dans plusieurs téléfilms, il fait ses débuts au cinéma en 1993, dans Les Survivants avec Ethan Hawke. En 2005, il décroche le rôle du détective Lee Scanlon qui travaille aux côtés de Patricia Arquette dans la série télévisée de NBC : Medium.

## Filmographie sélective

### Cinéma
- 1992 : K2 de Franc Roddam
- 1993 : Les Survivants (Alive) de Frank Marshall : Adolfo Strauch / Fito
- 1996 : Swann d'Anna Benson Gyles
- 2002 : Ali de Michael Mann
- 2014 : Le Septième fils de Sergueï Bodrov : Rogue Knight
- 2016 : Shut In de Farren Blackburn

### Télévision
- 1993 : E.N.G. : Bruce Foreman
- 1995 : X-Files, saison 2, épisode Le Vaisseau fantôme : le capitaine Barclay
- 1996 : Traders (en) : Jack Larkin
- 1996 : FX, effets spéciaux
- 1998 : Au-delà du réel : L'aventure continue / The Outer limits (série télévisée) : Curtis Grainger (Épisode 4.19 : Sarcophage).
- 2002 : RHD
- 2003 : À la recherche de John Christmas (Finding John Christmas) : Noah Greeley
- 2005 - 2011 : Médium : Lee Scanlon
- 2006 : Magnitude 10,5 : L'Apocalypse (10.5: Apocalypse) : Jordan Fisher
- 2006 : Rapid Fire (en) : George Smith
- 2010 : Le Pacte des non-dits
- 2011 : Esprit maternel (Possessing Piper Rose) : Ben Maxwell
- 2011 : Snowmageddon : Sheldon Wilson
- 2012 : 12 ans sans ma fille (Taken Back: Finding Haley) : Dave
- 2013 : Intuition maternelle (Dangerous Intuition) : Dan Beckman
- 2014 : Arrow : Shaw (Saison 3, épisode 3)
- 2016 : Van Helsing : John
- 2017 : Once Upon a Time (saison 6) : Robert (épisode 12)
- 2018 : Siren : Ted Ponwall
- 2017 : Supernatural : Barthamus (épisode 13.8)
- 2018 : Les Voyageurs du Temps : Directeur du FBI (Saison 3)
- 2019 : Virgin River : Calvin (4 épisodes)
- 2020 : Good Doctor : Owen Gottfried (Saison 3, épisode 17)
- 2020: Altered carbon: Dugan (saison 2)
- 2021 : Home Before Dark (saison 2) : Grant Williams

## Voix françaises
- Renaud Marx[1] dans :
  - Magnitude 10,5
  - Magnitude 10,5 : L'Apocalypse
  - Médium
  - Once Upon a Time
  - Snowmageddon
  - Arrow
  - Siren
- Mathieu Buscatto[1] dans :
  - Une mère au-dessus de tout soupçon
  - Une famille presque parfaite
  - Los Angeles division homicide
- Mark Lesser[1] dans :
  - Michael Hayes
  - Ray Donovan
- Loïc Houdré[1] dans Le Septième Fils
- Gilles Morvan[1] dans Oppression
- Luc Boulad[1] dans Le pacte des non-dits
- Bernard Bollet[1] dans Intuition maternelle
- Jean-Pierre Leroux[1] dans 21 Jump Street
- Yann Pichon dans Van Helsing
- Jérôme Keen[1] dans The Detail
- Hervé Bellon dans Les Voyageurs du temps
- Alexis Victor dans Home Before Dark
- Bernard Lanneau dans Poltergeist, les aventuriers du surnaturel